# 1938 Lausanna
Lausanna (asteroide 1938) é um asteroide da cintura principal, a 1,8779917 UA. Possui uma excentricidade de 0,1601671 e um período orbital de 1 221,38 dias (3,35 anos).
Lausanna tem uma velocidade orbital média de 19,91784568 km/s e uma inclinação de 3,33317º.
Esse asteroide foi descoberto em 19 de Abril de 1974 por Paul Wild.
Tem esse nome como homenagem à cidade de Lausanne, na Suíça.